# Epidendrum trulliforme
Epidendrum trulliforme är en orkidéart som beskrevs av Leslie Andrew Garay och Galfrid Clement Keyworth Dunsterville. Epidendrum trulliforme ingår i släktet Epidendrum och familjen orkidéer. Inga underarter finns listade i Catalogue of Life.